# Asyndeton
Asyndeton (gr. ἀσύνδετον asýndeton, od ἀσύνδετος asýndetos – „niepołączony, bez spójników”) – konstrukcja składniowa zaliczana do figur retorycznych polegająca na łączeniu zdań lub ich części bez użycia spójnika. Np.: Przybyłem, zobaczyłem, zwyciężyłem; Miasto. Masa. Maszyna; Wolność, równość, braterstwo.